# Olimpia Aldobrandini (1567-1637)
Olimpia Aldobrandini, principessa di Meldola e Sarsina (Roma, 1567 – Roma, 28 aprile 1637), è stata una nobildonna italiana denominata dagli storici "seniore", per distinguerla da Olimpia Aldobrandini "juniore" (1623-1681).

## Biografia
Olimpia Aldobrandini nacque nel 1567 da Pietro Aldobrandini e Flaminia Ferracci. Suo fratello Pietro Aldobrandini (1571-1621) fu nominato cardinale nel 1593 dallo zio papa Clemente VIII.
Nel 1585, sposò Giovanni Francesco Aldobrandini, I principe di Meldola e Sarsina (1545-1601). La coppia ebbe i seguenti figli:
1. Silvestro (1587 – 1612), cardinale;
2. Margherita (1588 – 1646), sposò Ranuccio I Farnese, IV duca di Parma e Piacenza, con il quale ebbe nove figli;
3. Elena (1590 – 1663), sposò Antonio Carafa della Stadera, V duca di Mondragone, con il quale ebbe tre figli;
4. Giovan Giorgio (1591 – 1637), II principe di Meldola e Sarsina, sposò Ippolita Ludovisi, con la quale ebbe l'unica figlia Olimpia;
5. Caterina Lesa (1594 – 1620), sposò Marino II Caracciolo, III principe di Avellino, con il quale però non ebbe discendenza;
6. Ippolito (1596 – 1638), cardinale;
7. Pietro (1600 – 1630), duca di Carpineto, sposò Carlotta Savelli, con la quale ebbe due figli;
8. Maria (1601 – 1657), sposò Giovanni Paolo II Sforza, V marchese di Caravaggio, con il quale ebbe quattro figli.

Olimpia morì il 28 aprile 1637.

### Il Principato di Rossano e la Signoria degli Aldobrandini
Nel 1612 il Principato di Rossano, la terra di Longobucco e il casale di Paludi furono comprati dal cardinale Aldobrandini per il nipote Giorgio Aldobrandini (1591-1637), che in quegli anni era sotto la tutela della madre Donna Olimpia Aldobrandini. La vendita del Principato di Rossano constò all'Università 10.000 ducati, ma non avendo a disposizione tale somma, furono ceduti alla Principessa Aldobrandini i terreni della Valle dell'Ambra e di San Giovanni in Foresta. Nel 1620 la Principessa Olimpia Aldobrandini finanziò al Principato di Rossano la costruzione della nuova chiesa in onore di San Nilo.
Il Principato di Rossano restò nelle mani degli Aldobrandini sino alla metà del XVII secolo.

## Ascendenza
|                        |   |                      | Genitori                |  |  | Nonni |  |  | Bisnonni            |  |  | Trisnonni              |  |
|                        |   |                      |                         |  |  |       |  |  | Pietro Aldobrandini |  |  | Silvestro Aldobrandini |  |
|                        |   |                      |                         |  |  |       |  |  | Pietro Aldobrandini |  |  | Silvestro Aldobrandini |  |
|                        |   | Nanna Alberti        |                         |  |  |       |  |  | Pietro Aldobrandini |  |  |                        |  |
| Silvestro Aldobrandini |   |                      |                         |  |  |       |  |  | Pietro Aldobrandini |  |  |                        |  |
|                        |   | Lisa Bagliano Flatri | Giorgio Bagliano Flatri |  |  |       |  |  |                     |  |  |                        |  |
|                        |   | Lisa Bagliano Flatri | Giorgio Bagliano Flatri |  |  |       |  |  |                     |  |  |                        |  |
|                        |   | Lisa Bagliano Flatri | Caterina de' Bardi      |  |  |       |  |  |                     |  |  |                        |  |
| Pietro Aldobrandini    |   | Lisa Bagliano Flatri |                         |  |  |       |  |  |                     |  |  |                        |  |
|                        |   | Guido Deti           | Tommaso Deti            |  |  |       |  |  |                     |  |  |                        |  |
|                        |   | Guido Deti           | Tommaso Deti            |  |  |       |  |  |                     |  |  |                        |  |
|                        |   | Guido Deti           | …                       |  |  |       |  |  |                     |  |  |                        |  |
| Lisa Deti              |   | Guido Deti           |                         |  |  |       |  |  |                     |  |  |                        |  |
|                        |   | …                    | …                       |  |  |       |  |  |                     |  |  |                        |  |
|                        |   | …                    | …                       |  |  |       |  |  |                     |  |  |                        |  |
|                        |   | …                    | …                       |  |  |       |  |  |                     |  |  |                        |  |
| Olimpia Aldobrandini   |   | …                    |                         |  |  |       |  |  |                     |  |  |                        |  |
|                        | … | …                    |                         |  |  |       |  |  |                     |  |  |                        |  |
|                        | … | …                    |                         |  |  |       |  |  |                     |  |  |                        |  |
|                        | … | …                    |                         |  |  |       |  |  |                     |  |  |                        |  |
| …                      | … |                      |                         |  |  |       |  |  |                     |  |  |                        |  |
|                        |   | …                    | …                       |  |  |       |  |  |                     |  |  |                        |  |
|                        |   | …                    | …                       |  |  |       |  |  |                     |  |  |                        |  |
|                        |   | …                    | …                       |  |  |       |  |  |                     |  |  |                        |  |
| Flaminia Ferracci      |   | …                    |                         |  |  |       |  |  |                     |  |  |                        |  |
|                        |   | …                    | …                       |  |  |       |  |  |                     |  |  |                        |  |
|                        |   | …                    | …                       |  |  |       |  |  |                     |  |  |                        |  |
|                        |   | …                    | …                       |  |  |       |  |  |                     |  |  |                        |  |
| …                      |   | …                    |                         |  |  |       |  |  |                     |  |  |                        |  |
|                        |   | …                    | …                       |  |  |       |  |  |                     |  |  |                        |  |
|                        |   | …                    | …                       |  |  |       |  |  |                     |  |  |                        |  |
|                        |   | …                    | …                       |  |  |       |  |  |                     |  |  |                        |  |
|                        |   | …                    |                         |  |  |       |  |  |                     |  |  |                        |  |